# 临安站
临安站位于云南省红河哈尼族彝族自治州建水县临安镇，是米轨蒙宝铁路的车站。车站建于1928年，通过分岔连接蒙宝铁路，现每日有旅游性质的建水小火车、石屏小火车在本站始发（脱网运行）。车站距离米轨蒙宝铁路老蒙自站92公里，距离宝秀站51公里，配建有临安古城米轨小火车主题公园。

## 历史
该站前身是建于1928年的个碧石铁路建水站，原为寸轨（600毫米轨距），1970年扩建为米轨。2013年玉蒙铁路建水站开通后，该站更名为建水东站。2015年5月1日，建水古城旅游观光小火车开通运营，该站称临安站。

## 旅游小火车
2015年5月1日，临安开行往团山的旅游小火车，全长12.82公里，由建水古城小火车经营管理有限公司负责运营。2021年5月1日，石屏米轨小火车亦延伸至该站。截止2022年8月，该站现有列车3对，分别终到团山、石屏。

### 班次及时刻
| 车次     | 101次           | 102次          | 103次           | 104次          | 901次           | 902次           |
| 区间     | 临安～团山      | 团山～临安     | 临安～团山      | 团山～临安     | 石屏～临安      | 临安～石屏      |
| 运营公司 | 建水古城小火车  | 建水古城小火车 | 建水古城小火车  | 建水古城小火车 | 石屏米轨小火车  | 石屏米轨小火车  |
| -------- | --------------- | -------------- | --------------- | -------------- | --------------- | --------------- |
| 临安     | 09:00始发       | 13:40终到      | 14:30始发       | 18:30终到      | 11:17终到       | 11:40始发       |
| 双龙桥   | 09:20到 09:50开 | ↑              | 14:50到 15:20开 | ↑              | ↑               | 12:00到 12:30开 |
| 乡会桥   | 10:00到 10:20开 | ↑              | 15:30到 15:50开 | ↑              | ↑               | ↓               |
| 团山*    | 10:30终到       | 13:00始发      | 16:00终到       | 17:50始发      | 10:30到 10:35开 | 12:55到 14:00开 |
| 坝心     |                 |                |                 |                | 09:45到 09:55开 | 14:35到 14:50开 |
| 龙井     |                 |                |                 |                | 09:15到 09:30开 | 15:05到 15:35开 |
| 石屏     |                 |                |                 |                | 08:30始发       | 16:20终到       |

*建水古城小火车与石屏米轨小火车的团山站并非同一车站。

### 车辆
建水古城小火车目前使用东风21型柴油机车（DF21-0010 建水古城号），车厢由原米轨P30型棚车改造而成，固定为六节编组。
该站的石屏米轨小火车同样使用东风21型机车（DF21-0006 状元号），日常为三节编组。